# Конар, Фёдор Михайлович
Фёдор Михайлович Конар (при рождении Фёдор Михайлович Палащук; 20 февраля 1895, с. Рудники, Галиция, Австро-Венгрия — 12 марта 1933, Москва) — заведующий отделом юстиции в Галревкоме, то есть в правительстве Галицийской ССР, заместитель Наркомзема СССР по МТС, был обвинён в том, что он польский шпион, скрывающийся в течение 12 лет под фамилией погибшего большевика.

## Биография

### Образование
Украинец, родился 20 февраля 1895 года в селе Рудники (ныне в Тернопольской области) в семье священника.
Учился в Бережанской гимназии, окончил гимназию в Рогатине. В 1910 г. посещал тайный драгомановской кружок «Воля», основанный учениками 3-го гимназического класса Рогатинской гимназии. Будучи учеником 5-го класса, Фёдор Палащук обладал большим влиянием на кружковцев. В 1912 году поступил на юридический факультет Львовского университета. Там же вступил в Украинскую социал-демократическую партию. Согласно анкетным данным — образование среднее, то есть Львовский университет окончить не успел. В 1913 года избран секретарём Союза социалистической молодёжи Галиции и Буковины, редактировал газету «Життя» (Жизнь).

### Во время Первой мировой войны и до прихода большевиков
Во время Первой мировой войны воевал в рядах легиона Украинских сечевых стрельцов, хорунжий. В 1916—1917 годах работал с Д. Д. Витовским по устройству украинских школ на Волыни. После заключения Брестского мира был редактором стрелецкого еженедельника «Будуччина» (Вдаль), который находился в оппозиции к официальной политике галицкой партии национал-демократов, возглавляемой К. А. Левицким. В ноябре 1918 года там же принимает участие в организации восстания против режима гетмана Скоропадского.
Вплоть до ноября 1919 года был заместителем губернского комиссара Подольской губернии М. Кондрашенко. В тот момент принадлежал к Украинской партии социалистов-революционеров; проявил себя умелым чиновником, пользовался доверием правительства УНР. Зарекомендовал себя в работе по проведению мобилизации, объявленной военным министром.
После падения УНР в ноябре 1919 г. вместе с товарищем министра внутренних дел Иваном Макухом был в сёлах Хмильник и Литин (ныне посёлки городского типа Винницкой области), где вошёл в состав Краевой Рады и Совета республики, действовавшего под руководством И. П. Мазепы.

### Украинская галицкая армияв союзе с большевиками
2 января 1920 года в Виннице на заседании Революционного комитета УГА, где обсуждались детали соглашения с большевиками, одним из важных решений было: «разъяснить [гражданскому населению] причины нашего союза с красными, наши планы и задачи и наладить выход печатного органа ревкома „Червоний Стрілець“ (Красный Стрелец)». Никифор Гирняк пишет, что вместе с ним в числе других сотрудником «Красного Стрельца» (печатного органа УГА) стал Фёдор Палащук (псевдоним Конар). Первый номер «Красного стрельца» вышел 6-го января 1920. Конар состоял также в редколлегии «Коммуниста Прикарпатья».
По мнению Н. Гирняка, Фёдор Палащук-Конар принадлежал к группе национально-ориентированных левых радикалов и поддерживал действия ревкома УГА, для которого союз с большевиками был лишь тактической необходимостью. В конце января — в феврале в ревкоме прошли выборы командующего УГА. По предложению Фёдора Конара, Ивана Макуха и Михаила Балицкого был избран майор-артиллерист, командир группы «север» УГА Владимир Клодницкий (1891—1973), но назначение это не состоялось, так как не входило в планы большевиков. В феврале 1920 Конар вступил в КП(б)У, вошёл в состав командования Красной Украинской Галицкой армии. На 1-й Галицийской партийной конференции (23—24 апреля 1920, Киев) избран в Галицийский организационный комитет при ЦК КП(б)У (Галорком). В мае 1920 во время 4-го Всеукраинского съезда советов в Харькове Конар добивается создания комиссии для расследования причин перехода части войск УГА на сторону поляков и прекращения расстрелов галичан.
8 июля 1920 на совместном заседании ЦК КП(б)У и Галоркома создан Галицийский ревком под руководством В. П. Затонского для организации Советской власти в освобождённых Красной Армией районах Галиции. Конар в Галревкоме заведовал отделом юстиции.
В Галревкоме Конар принадлежал к оппозиционному кружку «федералистов» и был противником политики председателя В. П. Затонского и КПбУ на Украине. «Федералисты» надеялись с помощью Красной армии освободить Галицию от польской оккупации и вернуться на родину. Галицию они видели в составе свободной Украины в федерации с Советской Россией.
Н. Гирняк так оценивает политическую позицию Ф. Конара:

Во время союза УГА с большевиками он сделался очень находчивым, активным коммунистом. Я был того мнения, что в душе он был не искренним, а конъюнктурным коммунистом, в национальных вопросах он был совершенно определённым человеком. Так смотрели на него и все другие члены нашего кружка.

#### Переписка галицких «федералистов» сВ. К. Винниченко
Обстоятельства того, как была разоблачена связь «федералистов» (бывших сечевых стрельцов из Галицкого ревкома) с Винниченко подробно изложены Н. Гирняком.
Летом 1920 года «федералисты» попытались установить контакт с В. К. Винниченко, который вернулся из эмиграции в Харьков и вёл переговоры с большевиками. Но Винниченко не захотел встречаться с ними официально. Контакт с ним в Харькове удалось установить через Конара. Позднее по просьбе Винниченко Конар стал информировать его о большевистской политике в Галиции. Письма конспиративно передавались из Тернополя в Харьков. О переписке было известно другим членам Галревкома из группы «федералистов». По мнению Н. Гирняка, именно эти письма убедили Винниченко, что с большевиками общего языка он не найдет. Это во многом повлияло на его решение вернуться в середине сентября за границу.
Когда слухи о предполагаемом отъезде Винниченко дошли до Галиции, они очень встревожили «федералистов». Возникшее положение долго обсуждали Конар, Палиев, Курах, Козориз и Гирняк на специальном заседании кружка. По их мнению, как сообщает Н. Гирняк, было бы полезней, если бы Винниченко остался на Украине и работал конспиративно в тылу. Эти соображения были сформулированы в письме к Винниченко. Но в Тернополе в тот момент не оказалось их постоянного курьера, услугами которого пользовался Конар для пересылки писем Харьков, и он передал письмо через дочь Ивана Немоловского, пани Голубович, муж которой в то время сидел в Харьковской тюрьме. Голубович была задержана начальником Чрезвычайной Комиссии Галицкой ССР Наваловским. Он тщательно обыскал багаж, забрал письма, но вскоре со словами, что получилось какое-то недоразумение, извинился и вернул ей все письма кроме письма к Винниченко.

Письмо Конара к Винниченко сразу попало в руки Затонского. <…> Затонский немедленно созвал собрание всех галицких коммунистов и советских служащих в самом большом зале в Тернополе, принадлежавшем польскому товариществу «Сокол». <…> Он начал свою речь со слов о попытках «контрреволюции» прокрасться в ряды партии и в советский аппарат и «расколоть их изнутри». «Не думайте, товарищи, я бросаю слова на ветер. Вот вам доказательство!» — Затонский достал из портфеля письмо, попросил Конара выйти на сцену и спросил: «Узнаете это письмо?» Конар совершенно убитый и бледный ответил, что письмо написано его рукой. — «Пожалуйста, прочитайте нам, что вы написали» — сказал с иронией Затонский. <…> По окончании чтения письма Затонский продолжил свою речь, подчеркнув, что пролетариат не будет церемониться со скрытыми врагами, которые вкрались в доверие советской власти и готовятся ударить ножом в спину пролетариата в подходящий момент. Один из таких «типов», <член партии боротьбистов Семён> Король, уже ликвидирован, и за ним вслед пойдут другие.

<…> Через несколько дней Затонский вызвал к себе Конара и неожиданно стал говорить с ним совершенно спокойным тоном. Сказал, что Конар должен ехать «поучиться» в Москву к Сталину, которому он (Затонский) передаст письмо. Перед отъездом из Тернополя Конар был ещё раз у Затонского и спросил его, доедет ли он до города своего назначения, то есть не ликвидируют ли его в пути. На это Затонский подал ему руку и заявил, что он может быть спокойным, он доедет до Москвы здоровым.
По сведениям Н. Гирняка, на описанном им собрании тернопольского парт- и хоз-актива Конар был исключён Затонским из партии. Однако по сведениям советских партийных архивов до начала осени судьба Конара не была решена, только 10 сентября Политбюро ЦК Компартии Галиции постановило «Письмо [Ф. М. Конара — В. К. Винниченко] зачитать на общих собраниях, тов. Конара Фёдора исключить из партии, и предложить Галревкому отослать его на территорию России как элемент вредный для революции на Галичине». Более года спустя В. П. Затонский в письме к польскому коммунисту Станиславу Бобинскому так характеризовал Конара: «Он парень весьма способный, но слишком молодой коммунист, весьма легко приспособляющийся… В прошлом году я его выкинул из партии за письмо Винниченке, в котором он советовал не продаваться „за дешёвый грош“».
Таким образом, все украинские источники подтверждают, что во второй половине 1920 года Конар был исключён из партии. Советский историк В. М. Турок пишет «через некоторое время Ф. Конар был восстановлен в партии», не указывая источник данных сведений. Однако при аресте в 1933 году нигде ни разу исключение из партии не упоминалось.

### В Москве
С декабря 1920 года Ф. М. Конар находится в Москве.
Какое действие возымела воспитательная мера В. П. Затонского, неизвестно. Перехваченное письмо Конара Винниченко от 10 июля 1920 г. дошло до Москвы, найдено в архивах и опубликовано. Более того, найдены документы, подтверждающие, что контакты Конара и Винниченко продолжились и в Москве. В. К. Винниченко, по мнению украинского историка О. С. Рубльова, «конспиратором был примерно таким же, как и политиком». Во время встречи «с одним товарищем», передавшим в декабре 1921 г. содержание беседы по каналам Наркомата иностранных дел УССР, Винниченко сообщил, что: "Я переписку <веду> с одним известным галицким деятелем, который сейчас работает у большевиков в Москве. Туда его большевики посадили, как неблагонадёжную особу, большей частью из-за меня … ".
Советская карьера Конара была вполне успешна. Он заведовал отделом информации, прессы и пропаганды Красного интернационала профсоюзов. В 1921 году делегат 3-го конгресса Коммунистического Интернационала (на нём встретился с Никифором Гирняком, учителем Конара в Рогатинской гимназии и украинским сечевым стрельцом). В дальнейшем заведовал издательством «Красная новь», членом редколлегии газеты «Сельская жизнь», был членом правления Государственно издательства. Под редакцией Конара выходит ряд книг. Видимо, к этому времени относится знакомство Конара с поэтом О. Э. Мандельштамом и его женой Н. Я. Мандельштам. Конар был также членом правления Всесоюзного текстильного синдиката и Промбанка СССР, председателем правления Всесоюзного синдиката бумажной промышленности.

#### Знакомство с Н. И. Ежовым
В 1927 г. (по другим сведениям в 1928 г.) Конар знакомится c Н. И. Ежовым. После этого карьера Конара резко пошла в гору. Ежов и Конар — одногодки, знакомство быстро переросло в близкую дружбу. Впоследствии секретарь Ежова С. А. Рыжова так характеризовала отношения своего начальника и Конара:

Ежов… не только всё свободное время, но и служебное в значительной своей части посвящал Конару. Последний мог беспрепятственно приходить к Ежову в любое время дня, сидеть у него часами, уединившись, рассчитывая на полную его поддержку во всех делах.
Конар также оказывал услуги Н. И. Ежову. Предполагают, что Евгения Соломоновна Ежова стала заместителем редактора журнала «СССР на стройке» при содействии друзей Ежова — Ю. Л. Пятакова и Ф. М. Конара.
После того, как в 1929 г. Ежов перешёл в Наркомат земледелия на должность заместителя наркома, он взял с собой и Конара, устроив его заведующим планово-финансовым сектором наркомата. В ноябре 1930 Ежов вернулся на работу в Орграспредотдел ЦК, и Конар назначен заместителем наркома земледелия по машинно-тракторным станциям. Проводил борьбу с «бухаринским уклоном на МТС». Тогда же, в ноябре 1930, назначен заведующим финансового сектора и членом коллегии наркомата земледелия СССР.
С марта 1932 работал в Союзколхозбанке.

#### Арест
Арестован 9 января 1933 г. Следствие продолжалось всего два месяца. Конар был обвинен (вместе с зам. наркома совхозов СССР М. М. Вольфом и зам. председателя Трактороцентра М. Е. Коварским) в руководстве так называемой «контрреволюционной организацией вредителей» в системе Наркомата земледелия и Наркомата совхозов, на которую возлагалась вина за провал хлебозаготовок и голод в стране.
Приговорён Коллегией ОГПУ 11 марта 1933 г. к «высшей мере социальной защиты», расстрелу, по обвинению в контрреволюционной, шпионской и вредительской деятельности в сельском хозяйстве. Расстрелян на следующий день вместе с 35 служащими Наркомзема и Наркомата совхозов. 22 сотрудника наркоматов получили тюремные сроки по 10 лет, ещё 18 человек — 8 лет. Об этом тут же сообщила газета «Правда».
Ф. М. Конар похоронен в общей могиле на Ваганьковском кладбище в Москве.
```
    
```

| ПРИГОВОРЕНЫ К РАССТРЕЛУ 1. Конар (Полащук), Фёдор Михайлович. Род. 20.02.1895, с. Рудники, обл. Галиция, украинец, член ВКП(б) с ноября 1919, обр. среднее, зам. наркома Наркомзема СССР, прож.: г. Москва, Фалеевский пер., 3-31. Арест. 9.01.1933. 2. Кузнецов, Иван Васильевич. Род. 16.04.1893, дер. М. Убреня Великореченской вол. Яранского уезда Вятской губ., русский, б/п, обр. незак. высшее, зам. нач. Зернотрактороцентра, прож.: г. Москва, Даев пер., 29-20. Арест. 11.12.1932. 3. Кременецкий, Николай Николаевич. Род. 4.02.1896, г. Харьков, русский, б/п, обр. высшее, зам. нач. сектора Трактороцентра, прож.: г. Москва, ул. Люсиновская, 41-1. Арест. 11.12.1932. 4. Руднев, Тихон Михайлович. Род. 26.01.1901, г. Тула, русский, б/п, обр. высшее, член Коллегии Наркомсовхозов и зам. нач. Главного управления зерносовхозами, прож.: г. Москва, Казарменный пер., 8-58. Арест. 26.02.1933. 5. Телегин, Николай Фомич. Род. 1903, г. Юрьев-Польский Иваново-Промышленной обл., русский, б/п, обр. высшее, нач. агропроизводственного управления Льноконоплеводтрактороцентра, прож.: г. Москва, Даев пер., 29-10. Арест. 16.12.1932. 6. Вольф, Моисей Михайлович. Род. 1880, местечко Шклов Могилевской губ., еврей, член ВКП(б) с 1920, обр. высшее, зам. наркома Наркомсовхозов, прож.: г. Москва, Б. Новинский пер., 3-51. Арест. 9.01.1933. 7. Скорупский, Эдуард Сигизмундович. Род. 13.08.1889, с. Лёнд Слуницкого уезда Калишской губ., поляк, б/п, обр. высшее, зам. зав. отделом печати и агротехпропаганды Зернотрактороцентра, прож.: г. Москва, Даев пер., 29-19. Арест. 16.12.1932. 8. Коварский, Михаил Ефимович. Род. 10.05.1899, г. Сумы, еврей, член ВКП(б) с 1932, обр. высшее, зам. председателя Трактороцентра, прож.: г. Москва, Даев пер., 29-5. Арест. 17.12.1932. 9. Корой, Иван Александрович. Род. 25.05.1895, с. Любомерка Одесской обл., украинец, б/п, обр. среднее, агроном Трактороцентра, прож.: г. Москва, Даев пер., 29-18. Арест. 11.12.1932. 10. Покровский, Сергей Степанович. Род. 4.09.1887, дер. Ввозы Брянского уезда Орловской губ., русский, б/п, обр. высшее, зав. отделом Ленинградского отделения Трактороцентра, прож.: г. Ленинград, ул. Ропшинская, 24-45. Арест. 28.11.1932. 11. Моисеев Борис Фёдорович. Род. 28.05.1904, г. Ярославль, русский, канд. в члены ВКП(б) с 1931, обр. высшее, зав. отделом Зернотрактороцентра, прож.: г. Москва, Ермолаевский пер., 10/7-5. Арест. 23.12.1932. 12. Порогов (Пирогов), Игнат Петрович. Род. 1898, с. Братолюбовка Херсонской губ., украинец, канд. в члены ВКП(б) с 1930, обр. высшее, агроном Наркомзема СССР, прож.: г. Москва, ул. М.Тульская, 2/1-475. Арест. 23.12.1932. 13. Крамаренко, Иван Трофимович. Род. 5.01.1883, Харьковская обл., украинец, б/п, обр. высшее, зам. нач. управления Наркомсовхозов СССР, прож.: г. Москва, Измайловский городок, 2-189. Арест. 26.12.1932. 14. Михайловский, Георгий Николаевич. Род. 18.08.1882, бывш. Ковенская губ., русский, б/п, обр. высшее, зам. нач. сектора «Молокообъединение», прож.: г. Москва, Бауманский пер., 20-1. Арест. 26.12.1932. 15. Фабрикант, Яков Осипович. Род. 1886, г. Москва, еврей, б/п, обр. высшее, зам. директора Всесоюзного института механизации сельского хозяйства, прож.: г. Москва, ул. 1-я Мещанская, 33-2. Арест. 14.01.1933. 16. Фоменко, Стахий Калинович. Род. 30.10.1893, Херсонская обл., украинец, б/п, обр. высшее, ст.референт планового управления Наркомзема СССР, прож.: г. Харьков, ул. Кооперативная, 3-38. Арест. 8.12.1932. 17. Гончаренко, Андрей Яковлевич. Род. 1888, Харьковская обл., украинец, б/п, обр. среднее, агроном Укровощетрактороцентра, прож.: г. Харьков, ул. Раковского, 13-1. Арест. 29.12.1932. 18. Пономаренко, Александр Степанович. Род. 1899, бывш. Белгородская губ., украинец, б/п, обр. среднее, агроном Укртрактороцентра, прож.: г. Харьков, ул. Павловка Садовая, 8/2-5. Арест. 20.12.1932. 19. Родзевич, Иван Викентьевич. Род. 13.08.1870, Гродненская обл., поляк, б/п, обр. среднее, агроном Укртрактороцентра, прож.: г. Харьков, ул. Владимировская, 26. Арест. 15.12.1932. 20. Бабак, Иван Асонович. Род. 1895, Одесская обл., украинец, б/п, обр. высшее, агроном Укртрактороцентра, прож.: г. Одесса, пл.10-летия Красной Армии, 1. Арест. 22.11.1932. 21. Зинченко Иван Николаевич. Род. 1901, Днепропетровская обл., украинец, б/п, обр. высшее, агроном Укртрактороцентра, прож.: г. Харьков, Новоселовка, Касимовский пер., 1. Арест. 24.12.1932. 22. Шабанов, Иван Андреевич. Род. 12.10.1890, Херсонская обл., украинец, б/п, обр. высшее, научный работник Одесского селекционного института, прож.: г. Одесса, ул. Перекопской победы, 25-11. Арест. 25.12.1932. 23. Пасичник, Иван Григорьевич. Род. 1898, Харьковская обл., украинец, б/п, обр. высшее, зав. садово-огородной группой днепропетровского «Облтрактора», прож.: г. Днепропетровск, ул. Свердловская, 85-1. Арест. 25.12.1932. 24. Кияшко Фёдор Васильевич. Род. 1894, г. Харьков, украинец, б/п, обр. среднее, агроном планового сектора Наркомзема СССР, прож.: г. Харьков, Фроловский пер., 11. Арест. 9.12.1932. 25. Беляев, Тихон Константинович. Род. 1887, Тульская обл., русский, б/п, обр. высшее, агроном киевского «Облтрактора», прож.: г. Киев, Бутышев пер., 23-14. Арест. 23.12.1932. 26. Тарасов, Михаил Андреевич. Род. 1893, Белорусская ССР, русский, б/п, обр. среднее, агроном белорусского отделения Трактороцентра, прож.: г. Минск, Козырево, ул. Либавская 5/8-1. Арест. 24.12.1932. 27. Сапего, Семен Фомич. Род. 1891, местечко Н.Сержень бывш. Минской губ., белорус, б/п, обр. высшее, сотрудник белорусского отделения Трактороцентра, прож.: г. Минск, ул. Красноармейская, 27-1. Арест. 11.01.1933. 28. Будай, Павел Петрович. Род. 14.10.1899, г. Минск, белорус, б/п, обр. высшее, сотрудник белорусского отделения Трактороцентра, прож.: г. Минск, ул. Чичеринская, 6-1. Арест. 31.12.1932. 29. Улитин, Тимофей Макарович. Род. 21.01.1895, хутор Басковский Казанской станицы Верхнедонского р-на, русский, б/п, обр. высшее, ст. агроном Северо-Кавказского отделения Трактороцентра, прож.: г. Ростов-на-Дону, ул. Никольская, 120. Арест. 16.12.1932. 30. Богачев, Александр Николаевич. Род. 14.08.1893, г. Оренбург, русский, б/п, обр. незак.высшее, ст.инспектор Северо-Кавказского отделения Трактороцентра, прож.: г. Ростов-на-Дону, ул. Никольская, 6-2. Арест. 31.12.1932. 31. Зеленков, Александр Иванович. Род. 17.01.1900, станица Казанская Верхне-Донского р-на Северо-Кавказского края, русский, б/п, обр. незак. высшее, агроном Северо-Кавказского отделения Трактороцентра, прож.: станица Казанская. Арест. 15.01.1933. 32. Иванов, Алексей Николаевич. Род. 1881, с. Николаевский город Марийской вол. Саратовской обл., русский, б/п, обр. высшее, зам. директора Северо-Кавказского зернотреста, прож.: г. Ростов-на-Дону, ул. Сенная, 247-6. Арест. 23.12.1932. 33. Гедеонов, Сергей Александрович. Род. 28.04.1893, г. Демидов Смоленской обл., русский, б/п, обр. высшее, управляющий опытным отделением Ейского зерносовхоза, прож.: г. Ейск, ул. Первомайская, 75. Арест. 12.12.1932. 34. Головко, Андрей Гаврилович. Род. 27.10.1881, г. Валха Харьковской обл., украинец, б/п, обр. высшее, гл. редактор Всеукраинского института заочного сельскохозяйственного образования, прож.: г. Харьков, 53, Рашкина дача, Данилевская ул., 6. Арест. 21.01.1933. 35. Маньковский, Алексей Васильевич. Род. 28.03.1894, с. Курень Бахмачского р-на Черниговской обл., украинец, б/п, обр. высшее, референт по семенопроизводству Одесского областного зерноуправления, прож.: г. Одесса, ул. Коллонтаевская, 56. Арест. 23.12.1932. ПРИГОВОРЕНЫ К 10 ГОДАМ ТЮРЕМНОГО ЗАКЛЮЧЕНИЯ 1. Штерн, Григорий Лазаревич — нет дополнительных данных. 2. Черномордин, Виктор Семёнович — нет дополнительных данных. 3. Евневич, Александр Афанасьевич. Род. 1881 г., д. Михайловка, Екатеринославская губ.; русский; обр. высшее; Зав. Лаб. ин-та Каучука и Гуттаперчи. З/к Соловецкой тюрьмы особ. назн. Приговорен: Ос. Тр. УНКВД ЛО 25.11.1937 г. к ВМН. Расстр. 8.12.1937 г. в г. Ленинграде. 4. Пороховников, Александр Яковлевич. Род. 1892 г., м. Рыбница, Балтский у., Подольская губ.; украинец; б/п; Инструктор-строитель Транспортцентра. Заключенный Соловецкой тюрьмы ос. назн. Приговор Ос. Тр. УНКВД ЛО 25.11.1937 к ВМН. Расстрел. 8.12.1937 в г. Ленинграде. 5. Лёвшин, Макс Моисеевич. Род. 1903, г. Минск; еврей; редактор журнала в г. Ленинград, автор работ об МТС и коллективизации. Соловки. Приговор Особ. тр. УНКВД ЛО 9.10.1937 к ВМН. Расстрел. 27.10.1937 г. Сандармох, Карелия. 6. Кирнарский, Иван Александрович. Род. 1899, г. Варшава; русский; обр. высшее; б/п; служил в Белой армии, служащий. 1-й раз судим в 1929 г. по ст. 128 УК РСФСР, срок 2 года; 2-й — как «член контрреволюционной повстанческой организации Трактороцентра»; 3-й — Спецколлегией Главсуда Карельской АССР в 1936 г. по ст. 111 на 1 год; 4-й — Соловки. соб. тр. УНКВД ЛО 9.10.1937 к ВМН. Расстрел. 27.10.1937 г. Сандармох, Карелия. 7. Оршанский, Самуил Исаакович, (1884—1945), инженер-строитель Зернотракторцентра. Арест 16.02.1933. В 1933—1937 — Дмитровлаг, строительство канала Москва — Волга, 1937—1944 — прораб Ухтинского строймостового комбината. В 1944 освобождён, работал по вольному найму инженером-строителем Ухтинского комбината НКВД. Реабилит. 12.03.1957.. 8. Волков, Николай Михайлович — нет дополнительных данных. 9. Зимний, Алексей Павлович. Род. 1899, д. Островка Московской обл.; русский; окончил Тимирязевскую академию; ст. агроном отделения Калязинской МТС в 1931 г. Соловки, работал гуртоправом. Приговор Ос. тройки УНКВД ЛО 9.10.1937 к ВМН. Расстрел 27.10.1937 Сандармох, Карелия. 10. Вихляев, Александр Пантелеймонович,, 1-й арест. ?? Социал-демократ. В ночь с 22 — 23.02.1922 арестован во время заседания бюро социал-демократической молодежи. Освобождён 21.4.1922 под подписку с обязательной явкой по первому вызову.. Срок отбывал на Соловках, затем с 16.08.1939 в Норильлаге, освобождён 11.07.1943. После освобождения из лагеря был в ссылке в Сухобузимском районе Красноярского края. Работал в совхозе «Таежный», руководил работами по выведению новых сортов картофеля 11. Жданов, Леонид Сергеевич. Род. 1896, г. Москва; русский; обр. высшее; б/п; инженер. Соловки. Приговор Ос. тройки УНКВД ЛО 9.10.1937 к ВМН. Расстрел 27.10.1937 Сандармох, Карелия. 12. Дубровин, Диомид Афанасьевич. Род. 1899, д. Любовка, Харьковская губ.; украинец; обр. средн.; главный бухгалтер Трактороцентра в г. Москва. З/к Соловецкой тюр. ос. назн. Приговор Ос. Тр. УНКВД ЛО 10.11.1937 к ВМН. Расстрел 8.12.1937 г. Ленинград. 13. Озеров, Александр Семёнович, ученый-агроном. Отбывал срок на Соловках, с 1939 в Норильлаге. Заведовал овощным хозяйством на оз. Лама, осенью 1941 руководил «генеральской бригадой» из пожилых офицеров из стран Балтии. Освобожден примерно в 1949. 14. Григорович, Дмитрий Артемьевич. Род. 1897, с. Широкое Криворожского окр.; украинец; обр. высшее; служил в Белой армии, агроном-плановик конторы Центроплодоовощ. Соловки. Приговор Ос. тройки УНКВД ЛО 14.10.1937 к ВМН. Расстрел 1.11.1937 Сандармох, Карелия. 15. Сапожников, Владимир Иванович. Род. 1893, г. Могилев-Подольский, Подольская губ.; украинец; б/п; Ст. агроном совхоза Укрсадвинтреста. З/к Соловецкой тюр. ос. назн. Приговор Ос. Тр. УНКВД ЛО 25.11.1937 к ВМН. Расстрел 8.12.1937 г. Ленинград. 16. Шеховцев, Степан Фёдорович — нет дополнительных данных. 17. Кушниренко, Павел Сильвестрович. Род. 1893, м. Волегоцулово Ананьевского у. Херсонской губ.; украинец (молдаванин); окончил Одесскую военную школу; б/п; офицер армии УНР, преподаватель Сельскохозяйственного техникума (по др. данным декан Колхозного института). Привлекался по делу «Трудовой крестьянской партии». В 1931 г. обвинялся в участии в контрреволюционной организации. Проживал: г. Зиновьевск Одесской обл. З/к Соловков. Приговор Ос. тройки УНКВД ЛО 9.10.1937 к ВМН. Расстрел 3.11.1937 г. Сандармох, Карелия. 18. Арсененко, Денис Анисимович. Род. 1900 г., с. Кугриновка, Елисаветградская губ.; украинец; б/п; агроном. З/к Соловецкой тюр. ос. назн. Приговор Ос. Тр. УНКВД ЛО 25.11.1937 к ВМН. Расстрел 8.12.1937 г. Ленинград. 19. Белов, Михаил Никитич — нет дополнительных данных. 20. Лашкович, Адам Францевич. Род. 1895, с. Подсосова, Черерский р-н, БССР; белорус; обр. высшее; б/п; агроном. З/к Соловецкой тюрьмы ос. назн. Приговор Ос. Тр. УНКВД ЛО 10.11.1937 к ВМН. Расстрел 8.12.1937 г. Ленинград. Реабил. 29.07.1958 ВК ВС СССР. 21. Хлиманов, Владимир Потапович — нет дополнительных данных. 22. Дражкович, Владимир Иванович. Род. 1888, с. Викторовка Доманевского р-на Одесской губ.; черкес (черногорец?); агроном-инструктор Транспортцентра в Москве. Ос. тройкой УНКВД ЛО 14.02.1938 к ВМН за «контрреволюционную агитацию среди заключенных». Расстр. 17.02.1938. Соловки. ПРИГОВОРЕНЫ К 8 ГОДАМ ТЮРЕМНОГО ЗАКЛЮЧЕНИЯ 1. Кошлаков, Владимир Александрович. Род. 1893, Ярославль; русский; б/п; офицер царской армии, инженер. Проживал в г. Москве. З/к Соловков. Приговор Ос. тройки УНКВД ЛО 9.10.1937 к ВМН. Расстрел 27.11.1937 г. Сандармох, Карелия. 2. Боровиков, Николай Георгиевич. Род. 1903, Москва; б/п; Инженер-электрик. Проживал в г. Москве. 1-й раз судим по ст. 110 УК РСФСР. З/к Соловков. 3-й — приговор Ос. тройки УНКВД ЛО 9.10.1937 к ВМН. Расстрел 27.10.1937 г. Сандармох, Карелия. 3. Долт, Абрам Михайлович. Род. 1894, г. Бердичев Житомирской губ., еврей, б/п, зав. снабжением и финансовым отделом Трактороцентра (г. Москва). В Соловецкой тюрьме. 25.11.1937 тройкой УНКВД ЛО приговорен к ВМН. Расстрелян в г. Ленинград 8.12.1937 г. 4. Бойко, Иван Иванович. Род. 1892, с. Алексинцы Варвинского р-на Черниговской обл.; украинец; б/п; штабс-капитан армии Деникина, ст. агроном Украинского плодоовощтрактороцентра. Проживал: г. Харьков. З/к Соловков. Приговор Ос. тройки УНКВД ЛО 9.10.1937 к ВМН. Расстрел 3.11.1937 г. Сандармох, Карелия. 5. Пупко, Самуил Демьянович. Род. 1890, с. Березовая Лука, Гадячский у., Полтавская губ.; украинец; обр. низшее.; служащий. З/к Соловецкой тюрьмы ос. назн. Приговор Ос. Тр. УНКВД ЛО 10.11.1937 к ВМН. Расстрел 8.12.1937 г. Ленинград. 6. Силло, Михаил Григорьевич. 1896 г. р., г. Одесса, грек, б/п, зав. сектором оперативного учёта Облтрактороцентра. Отбывал наказание в Соловецкой тюрьме. Ос. тройкой УНКВД ЛО 25.11.1937 г. приговорен по ст. 58-2-11 к высшей мере наказания. Расстрелян в г. Ленинград 8.12.1937 г. 7. Микуц, Иван Георгиевич (Юльевич). Род. 1883, с. Костеланы, Бессарабская губ.; литовец; Агроном Одесского областного земельного управления. Проживал: г. Одесса. В Соловецкой тюрьме. Приговорен: Ос. Тр. УНКВД ЛО 10.11.1937 г. Приговор: ВМН Расстрелян 8.12.1937 в г. Ленинград. 8. Кротов, Иван Макарович — нет дополнительных данных. 9. Кухаренко, Николай Александрович. Род. 1885, г. Киев; украинец; б. член РСДРП (меньшевик); служащий. Арестован как «член руководящего центра контрреволюционной повстанческой подрывной организации в сельхозпромышленности». Приговорен Коллегией ОГПУ 11 марта 1933 г., обв.: за «совершение ряда вредительских налетов по разрушению совхозов». З/к Соловков. Приговор Ос. тройки УНКВД ЛО 9.10.1937 к ВМН. Расстрел 3.11.1937 г. Сандармох, Карелия. 10. Емельянов, Александр Абрамович — нет дополнительных данных. 11. Савич, Михаил Фёдорович. Род. 1903, с. Пережир Пуховичского р-на БССР; белорус; б/п; инженер-агроном Белорусского отделения Трактороцентра. Проживал в г. Минск. З/к Соловков. Приговор Ос. тройки УНКВД ЛО 9.10.1937 к ВМН. Расстрел 27.10.1937 г. Сандармох, Карелия. 12. Машканов, Арсений Иванович — нет дополнительных данных. 13. Кособудский, Иосиф Иванович, Род. 1884 г., Виленской губ.; белорус; Служащий. Проживал: БССР. З/к Соловков. Приговор Ос. тройки УНКВД ЛО 14.10.1937 к ВМН. Расстрел 1.11.1937 г. Сандармох, Карелия. 14. Закревский, Иван Илларионович, служащий Наркомзема. Проживал на Громадской ул. г. Минск. З/к Белбалтлага. Зав. парниковым хозяйством. В 1937 не освобождён по зачётам, переведёнв Карлаг. Там 2-й срок 10 лет и 5 лет поражения в правах. В августе 1938 переведён в Дальстрой. По официальной версии умер от «упадка сердечной деятельности». Реабилитирован в марте 1958 г. 15. Мельниченко, Максим Фёдорович. Род. 1898, г. Васильков, Киевская губ.; украинец; обр. среднее.; агроном. З/к Соловецкой тюрьмы ос. назн. Приговор Ос. Тр. УНКВД ЛО 25.11.1937 к ВМН. Расстрел 8.12.1937 г. Ленинград.. 16. Воцко, Макар Прокофьевич — нет дополнительных данных. 17. Стебулис, Иосиф Викентьевич — нет дополнительных данных. 18. Титов, Антон Асонович — нет дополнительных данных. |

## Последствия ареста Ф. М. Конара
Вскоре группа арестованных вместе с Конаром специалистов приобрела название «контрреволюционная вредительская организация Конара — Вольфа — Коварского».
Дело о «заговоре в сельском хозяйстве» имело много ответвлений по всей стране. В частности, только в Западно-Сибирском крае в апреле-мае 1933 в рамках этого дела было осуждено 2092 человека, из них 976 (46,7 %) расстреляно. В их числе и член колхоза «Пламя коммунизма» Макар Шукшин, 21 года от роду, отец писателя Василия Шукшина.
Дело Конара упоминалось на заседании английского парламента. 14 марта 1933 г. ОГПУ сообщило об авариях на Московской, Челябинской, Зуевской, Златоустовской электростанциях и арестах группы работников Наркомата тяжелой промышленности, а вместе с ними и 17 сотрудников английской компании Метрополитен Виккерс, причём шестеро из них были гражданами Великобритании. Министр иностранных дел сэр Джон Саймон, выступая в английском парламенте, где в связи с арестом британских подданных обсуждался закон о введении эмбарго на советские товары, заявил о крайней обеспокоенности правительства судьбой арестованных в Москве. В качестве примера советского судопроизводства Саймон привёл обвинения ОГПУ в адрес арестованных по делу Конара. В них шла речь о сознательном засорении полей сорняками с целью снижения урожайности. Этот факт, по мнению Саймона, вызвал особые сомнения в объективности и законности советского правосудия. Газета «Правда» откликнулась на выступление британского министра статьями «Саймон в роли защитника Конаров-Коварских» и «Закон о запрещении советского импорта в Англию. Зоологическая ненависть твердолобых к Советской власти». Тем не менее Великобритания ввела 80 % эмбарго на русский импорт, включавший нефть, лес, сливочное масло, зерно и хлопок. Четверо британцев были освобождены почти сразу же, ещё двое, Лесли Сортон (Leslie C. Thorton) и Уильям МакДональд (William MacDonald), получили на суде под председательством В. В. Ульриха 3 и 2 года тюремного заключения соответственно. Но были освобождены 1 июля 1933 года после отмены уже обоюдного эмбарго на импорт и в Великобританию, и в СССР.
Позднее имя Конара многократно возникает в контексте сталинских репрессий.
А. Орлов, ссылаясь на следователя С., рассказывает о судьбе Анны Михайловны Аркус (1902—1937), бывшей женой видного сотрудника НКВД Бобрищева, начальника политотдела Московской дивизии войск НКВД. Она имела неосторожность в раздражении прямо в глаза сказать Ежову: «А вот ваш закадычный друг Конар оказался польским шпионом!». После этого, по словам Орлова, Аркус была включена в список подлежащих аресту лично Ежовым, который уже курировал НКВД по линии ЦК. Убедившись в невиновности Аркус высокопоставленные сотрудники НКВД Берман и Молчанов решились доложить Ежову, что Аркус надо освободить. «Эта скандалистка заслуживает расстрела! Дайте ей пять лет — не ошибётесь» — ответил Ежов. 12 декабря 1936 г. А. М. Аркус по делу «антисоветского объединённого троцкистско-зиновьевского центра» была приговорена к 8 годам тюрьмы, а 4 ноября 1937 г. расстреляна (место захоронения — Сандармох, Карелия).
Существует версия, что опала Ежова началась с упоминания Сталиным Конара. В конце мая или начале июня 1938 г., беседуя с Ежовым, Сталин вдруг припомнил ему его прошлую дружбу с «видным шпионом». Закончил этот разговор Сталин вопросом — не шпион ли Конар подсунул Ежову запятнанную связями с троцкистами жену? Эту версию косвенно подтвердил и сам Ежов, в протоколе его допроса от 26 апреля 1939 года сказано: «Весной 1938 года в ЦК ВКП(б) меня спросили о характере моих отношений с КОНАРОМ».
Ежов был арестован 10 апреля 1939 г. Самый ранний из имеющихся в деле протоколов датирован 18—20 апреля 1939 г. В нём Ежов показал, что «В шпионскую работу он был вовлечен своим приятелем Ф. М. Конаром, оказавшимся давним польским агентом». Имя Конара в деле Ежова всплывает многократно, в частности он сообщил следствию, что «Конар и я всегда пьянствовали в компании проституток, которых он приводил к себе домой».
В показаниях Исаака Бабеля фигурирует «крупный резидент польской разведки» Конар.
На показательном процессе антисоветского «право-троцкистского блока» бывший нарком финансов СССР Г. Ф. Гринько (1890—1938) дал показания, что: 

В этой борьбе мы уже имели связь с некоторыми кругами одного враждебного Советскому Союзу государства. Эти наши союзники помогали нам. Для поддержки партизанской борьбы они усилили переброску на Украину диверсантов, петлюровских эмиссаров, оружия и т. д. Эта связь велась через Конара, через Коцюбинского. Я не знаю, должен ли я называть здесь все эти государства.

## Реабилитация
12 марта 1957 г Ф. М. Конар реабилитирован, вместе с ним реабилитированы и все расстрелянные по тому же делу.

## Миф о «шпионе Конаре»
Историк разведки, в прошлом резидент НКВД в Испании, перебежчик А. М. Орлов в своих воспоминаниях, написанных в США, рассказывает о Конаре, как о настоящем «крупном шпионе». По версии Орлова, реальная фамилия Конара — Полещук, он был снабжён польской разведкой партбилетом убитого красноармейца и заброшен в Советскую Россию в 1920 г. Конар был арестован после того, как знавший красноармейца Конара сотрудник МТС, объявил, что зам. наркома лишь выдаёт себя за такового, а «на самом деле вовсе не Конар».
Роберт Конквест, дословно повторяя версию А. Орлова, пишет: «Среди шпионских дел есть только одно по-настоящему значительное — дело Конара».
«Шпион Конар» упоминается в документальном романе Юлиана Семёнова «Ненаписанные романы». Там версия А. М. Орлова вложена в уста пожилого чекиста, который стремится доказать, что и Ежов был шпионом.
Многократно тема «шпиона Конара» возникала в дискуссии о причинах Голодомора. Журналистка Мирослава Бердник говорит в интервью 9 февраля 2010 года:

Но практически ничего не говорится о внешнем факторе. И хотелось бы на этом аспекте остановиться более детально и обратить внимание на публикацию в «Правде» от 5 марта 1933 года, где сообщалось о разоблачении контрреволюционной организации в органах Наркомзема и Наркомсовхозов на Украине, на Северном Кавказе и в Белоруссии. «Материалами следствия и показаниями арестованных вредителей установлено, что действия арестованных имели своей целью подорвать крестьянское хозяйство и вызвать голод в стране», — писала тогда газета. Во главе организации стоял Фёдор Конар (Палащук) — заместитель комиссара земельных дел СССР, уроженец Галичины, в прошлом сечевой стрелец.

## Произведения
- Конар Ф. М. Бумажная промышленность в 5-летке. (Догнать и перегнать в технико-экономическом отношении передовые капиталистические страны). Под ред. и с предисловием Э. Квиринга. М.-Л. Гос. издат. 1930. 80 с.
- Конар Ф. М. Колхозы и система сельскохозяйственного кредита. // На фронте коллективизации. — 1930. — № 22/23. — С. 27—32.
- Конар Ф. М. Роль сельскохозяйственного кредита в реконструктивный период (от XV к XVI партийному съезду). // На фронте коллективизации. — 1930. — № 14/15. — С. 14—25.
- Конар Ф. Реорганизация форм управления бумажной промышленности. // Бумажная промышленность. — 1930. — № 7. — С. 49—55.

## Адреса
- В 1926 году — Москва, Милютинский пер., дом 11, квартира 65[83].
- В 1933 году — Москва, Фалеевский пер., дом 3, квартира 31[7].